# Bernay-Neuvy-en-Champagne
Bernay-Neuvy-en-Champagne község Franciaország Loire mente régiójában, Sarthe megyében. Új községként 2019. január 1-jén jött létre Neuvy-en-Champagne és Bernay-en-Champagne község egyesítésével. Az egyesüléskor az új község lélekszáma 925 fő lett. Lakosainak száma 768 fő (2022. január 1.).

## Népesség
| Lakosok száma | 862  | 867  | 874  | 821  | 794  | 768  |
|               | 2017 | 2018 | 2019 | 2020 | 2021 | 2022 |